# Schmerlenbacher Wald
Der Schmerlenbacher Wald war bis Ende 1979 ein gemeindefreies Gebiet im Landkreis Aschaffenburg im bayerischen Spessart, mit einer Fläche von 2,7753 km².

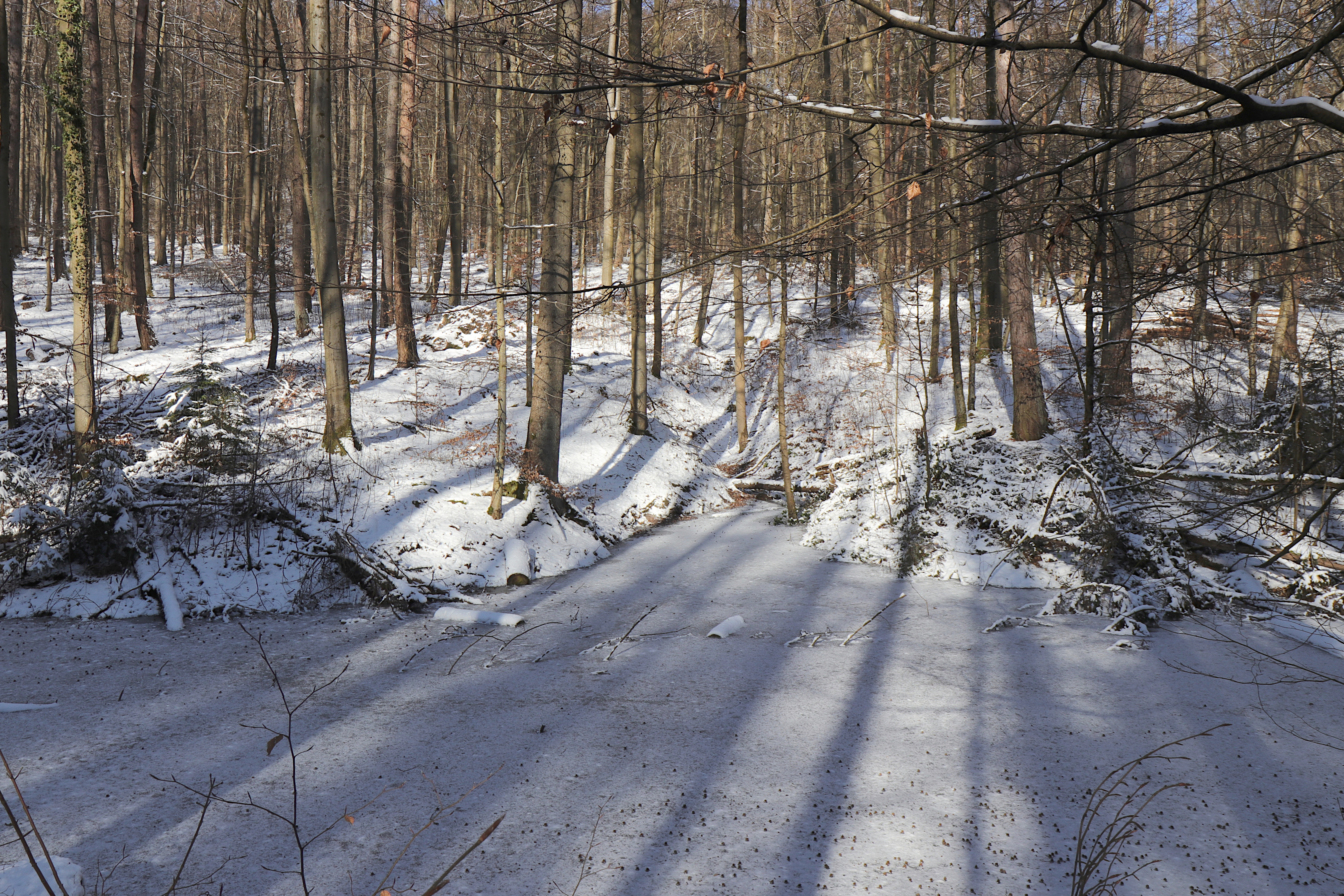
See am Waldbach

Das Gebiet lag westlich der Orte Schmerlenbach und Winzenhohl. Mit Entschließung vom 21. August 1818 wurde das Gehöft Schmerlenbach der politischen Gemeinde Winzenhohl zugeteilt. Davon blieb der Schmerlenbacher Wald ausgenommen. Er wurde gemeindefreies Gebiet. Am 1. Januar 1980 wurde er nach Hösbach eingegliedert und erweiterte das Gemeindegebiet nach Süden. Er liegt in der Gemarkung Winzenhohl, ebenso wie die gleichnamige ehemalige Gemeinde, die am 1. Mai 1978 nach Hösbach eingegliedert wurde.